# Yunqi Zhuhong
Yunqi Zhuhong (chiń. 云栖祩宏; pinyin Yúnqī Zhùhóng; kor. 운서주굉 Unsŏ Chu’goeng; jap. Unsei Shukō; wiet. Vân Thê Châu Hoằng; ur. 1536, zm. 1615) – chiński mistrz chan ze szkoły linji. Prekursor okresu rewitalizacji chanu w XVII wieku. Znany także jako Lianchi Zhuhong (蓮池祩宏).

## Życiorys
Urodził się w Hangzhou w rodzinie Shen. Przygotowywał się do kariery urzędniczej, był doskonałym studentem. Jego pierwsze zetknięcie z buddyzmem nastąpiło poprzez Szkołę Czystej Krainy. W wieku 31 lat został mnichem buddyjskim, a jego druga żona także później została mniszką. Zhuhong był prawdopodobnie pierwszym intelektualistą z licencjatem, który stał ważnym mnichem w 1560 roku. Jego nauczycielem był Xiaoyan Debao.
Yunqi Zhuhong wraz z Hanshanem Deqingiem i Zibo Zhenkem zdominowali chiński buddyjski świat w XVI wieku. Byli prekursorami odrodzenia się buddyzmu chan w XVII wieku w okresie dynastii Qing. Był to okres, w którym odradzający się chan nie odzyskał jeszcze swoich unikalnych cech i tożsamości. Mnisi rościli sobie prawo do przekazu Dharmy bez osobistej konfrontacji z ich nauczycielem i swobodnie nauczali swojej własnej wersji chanu. Nawet termin heshang (和尚), oznaczający „mnicha”, zmienił swoje znaczenie na „kapłana”, tak jak w Japonii. Jak napisał Zhuhong: „Mnisi są także geomantami, wróżbitami, fizjonomistami, lekarzami, ginekologami, twórcami leczniczych mikstur, uzdrowicielami dusz i alchemikami”. Dla Zhuhonga, Hanshana i Zenke przekaz Dharmy nie odgrywał jakiejś ważniejszej roli, krytykowali tworzący się styl uproszczonego podejścia do opowieści gong’anowych, popierali natomiast oświecenie przez stopniową i wytrwałą samotną praktykę. Był to pierwszy etap reaktywacji tradycji chan, który zakończył się krótko po 1620 roku, gdyż mistrzowie ci zmarli właśnie w tym czasie: Zhuhong w 1615, Zhenke w 1603, a Hanshan w 1623 roku.
Zhuhong starał się unikać konfrontacji z konfucjanizmem i taoizmem. W efekcie stworzył dość pragmatyczną kombinację chanu z naukami Szkoły Czystej Krainy, do której dołączył zintegrowane elementy pochodzenia konfucjańskiego i taoistycznego. Yunqi Zhuhong uprawomocniał taką synkretyczną orientację, jako absolutnie nie kłócącą się z duchowym ideałem chanu.
Dla jego uhonorowania został odnowiony klasztor Yunqi (云栖寺), którego został opatem. W nauczaniu wzorem dla niego był mistrz Dahui Zonggao (1089–1163).
W wydanej w latach 50. XVII wieku książce Wudeng yantong napisanej przez Feiyina Tongronga, która została zaskarżona przed władzami prowincji w 1654 roku, mistrz Yunqi Zhuhong oraz Hanshan Deqing i Zibo Zenke zostali całkowicie zmarginalizowani, gdyż nie mieli pewnych linii przekazu.
Pod koniec okresu Ming do Chin przybyli jezuiccy misjonarze, na czele z Matteo Riccim, którzy aktywnie propagowali chrześcijaństwo oraz jednoczyli się z konfucjanizmem przeciw buddyzmowi, co stanowiło poważne zagrożenie dla buddyzmu. Znani mnisi, tacy jak Zhuhong i Ouyi Zhixu (1599–1655) odpowiedzieli na wyzwanie. Zhuhong napisał antychrześcijański tekst w 1615 roku, a Ouyi – w 1643 roku. Do antychrześcijańskiego ruchu dołączył także i Miyun Yuanwu. Zebrane eseje Zhuhonga ukazały się pod tytułem Zhuzhuang suibi w trzech częściach, jako „Chubi” (初笔) (1600), „Erbi” (二笔) (1615) i „Sanbi” (三笔) (1615).
Zhuhong także bardzo mocno zaangażował się po stronie ahimsy i wiele z jego nauk poświęconych było nie zabijaniu zwierząt. Potrafił tym natchnąć także intelektualistów, którzy włączali się w jego akcje „uwalniania zwierząt”.
Mistrz również stworzył bardzo znaczący świecki buddyjski ruch, który pozwalał świeckim buddystom na życie zgodne z buddyjskimi wytycznymi, bez opuszczania swoich rodzin i prowadzenia życia w celibacie. Ustanowił coś w rodzaju „rozliczenia” zasług, aby zainspirować społeczności do życia w zgodzie z buddyjskimi zasadami i gromadzenia dobrej karmy. Jego katalog zasług i przewinień składał się z kilku rozdziałów, np. „Dobre czyny zainspirowane lojalnością i synowską miłością”.
Mistrz chan Yunqi Zhuhong zmarł w 1615 roku.

## Prace literackie
- Huang Ming gaoseng jilue (Biografie wybitnych mnichów [okresu] Ming)
- Zhujing risong (Pisma do dziennego śpiewania)
- Zhuzhuang suibi (zbiór esejów)
- Changuan zejin (Impuls do rozwoju w bramie chan)

## Linia przekazu Dharmy zen
Pierwsza liczba oznacza liczbę pokoleń mistrzów od 1 Patriarchy indyjskiego Mahakaśjapy.
Druga liczba oznacza liczbę pokoleń od 28/1 Bodhidharmy, 28 Patriarchy Indii i 1 Patriarchy Chin.
Trzecia liczba oznacza początek nowej linii przekazu w danym kraju.
- 49/22. Huqiu Shaolong (1077–1136)
  - 50/23. Ying’an Tanhua (1103–1163)
    - 51/24. Mi’an Xianjie (1118–1186)
      - 52/25. Songyuan Chongyue (1139–1209
        - 53/26. Yun’an Puyan (1156–1226)
          - 54/27. Xutang Zhiyu (1189–1269)
            - 55/28/1. Nampo Jōmyō (1235–1309) Japonia. Szkoła rinzai.

      - 52/25. Po’an Zuxian (1136–1211)
        - 53/26. Wuzhun Shifan (Yuanjiao) (1177–1249)
          - 54/27. Muqi Fachang (bd) mnich-malarz
          - 54/27. Wuxue Zuyuan (1226–1286) (także Foguang)
            - 55/28/1. Mugai Nyodai (1223–1298) mniszka, pierwsza mistrzyni zen
            - 55/28/1. Kōhō Kennichi (1241–1316) Japonia.
              - 56/29/2. Musō Soseki (1275–1351)
                - 57/30/3. Mukyoku Shigen (1282–1359)
                  - 58/31/4. Donchū Dōhō (1365–1498)

                - 57/30/3. Shun'oku Myōha (1311–1388)
                - 57/30/3. Chūgan Engetsu (1300–1375)
                - 57/30/3. Gidō Shūshin (1325–1388)
                - 57/30/3. Zekkai Chūshin (1336–1405)
                  - 58/31/4. Ishō Tokugan (bd)
                    - 59/32/5. Zuikei Shūhō (1391–1473)
                    - 59/32/5. Kisei Reigen (1403–1488)

            - 55/28/1. Kian Soen (1261–1313)) Japonia.
            - 55/28/1. Muchaku (ur. 1243) Japonia. Mniszka
            - 55/28/1. Hōjō Tokimune (1251–1284) Japonia.
            - 55/28/1. Ichiō Inkō (1210–1281)Japonia

          - 54/27. Wu’an Puning (1197–1276)
            - 55/28/1. Hōjō Tokiyori (1227–1263) Japonia

          - 54/27/1. Enni Ben’en (1201–1280) Japonia (Tōfuku-ji)
            - 55/28/2. Tōzan Tanshō (1231–1291) (Tōfuku-ji)
              - 56/29/3. Kokan Shiren (1278–1346)

            - 55/28/2. Mukan Fumon (Gengo) (1212–1291) (Tōfuku-ji), założyciel Nanzen-ji
            - 55/28/2. Hakuun Egyō (bd) (Tōfuku-ji)
            - 55/28/2. Sansō E’un (1231–1301) (Tōfuku-ji)
            - 55/28/2. Zōsan Junkū (1233–1308) (Tōfuku-ji)
            - 55/28/2. Chigotsu Daie (1229–1312) (Tōfuku-ji)
            - 55/28/2. Jikiō Chikan (1245–1322) (Tōfuku-ji)
            - 55/28/2. Mujū Dōgyō (1226–1313)
            - 55/28/2. Sōhō Sōgen (1262–1335)
            - 55/28/2. Jinshi Eison (1195–1272)

          - 54/27. Wanji Xingmi (bd)
            - 55/28. Yishan Yining (1217–1317)
              - 56/29/1. Kokan Shiren (1278–1346) Japonia
              - 56/29/1. Sesson Yūbai (1290–1346) Japonia

          - 54/27. Xueyan Huilang (bd)
            - 55/28. Gaofeng Yuanmiao (1238–1295)
              - 56/29/1. Zhongfeng Mingben (1263–1323) Japonia
                - 57/29. Tianru Weize (zm. 1354)
                - 57/30/2. Kosen Ingen (1295–1374) Japonia
                - 57/30. Qianyan Yuanzhang (1284–1357)
                  - 58/31. Wanfeng Shiwei (1313–1381)
                    - 59/32. Baozang Puchi (bd)
                      - 60/33. Dongming Huichan (1372–1441)
                        - 61/34. Haizhou Ci (być może Puci) (bd)
                          - 62/35. Daofeng Xu’an (bd)
                            - 63/36. Tianqi Benrui (zm. 1503)
                              - 64/37. Wuwen Cong (było ich kilku) (bd)
                                - 65/38. Xiaoyan Debao (1512–1581)
                                  - 66/39. Yunqi Zhuhong (1535–1615)
                                  - 66/39. Huanyou Zhenchuan (1549–1614)
                                    - 67/40. Xuejiao Yuanxin (1570–1647) prawdopodobnie nie zostawił następcy
                                    - 67/40. Tianyin Yuanxiu (1575–1635)
                                      - 68/41. Ruo’an Tongwen (zm. 1655)
                                      - 68/41. Yulin Tongxiu (1614–1675)

                                    - 67/40. Miyun Yuanwu (1566–1642)
                                      - 68/41. Hanyue Fazang (1573–1635)
                                        - 69/42. Tanji Hongren (1599–1638)

            - 55/28. Qi’an Zongxin (bd)
              - 56/29. Shiwu Qinggong (1272–1352)
                - 57/30/1. T’aego Poŭ (1301–1382) Korea. Szkoła imje
                - 57/30/1. Paegun Kyŏnghan (1298–1374) Korea